# Бильты
Бильты (чечен. Билта) — село в Ножай-Юртовском районе Чеченской Республики. Входит в состав Рогун-Кажинского сельского поселения.

## География
Село расположено на правом берегу реки Ямансу, в 10 км к юго-западу от районного центра — Ножай-Юрт и в 84 км к юго-востоку от города Грозный.
Ближайшие населённые пункты: на севере — село Ишхой-Юрт, на северо-востоке — село Рогун-Кажа, на востоке — село Мехкешты, на юге — сёла Гендерген и Зандак-Ара, на юго-западе — село Хочи-Ара и на западе — село Саясан.

## История
Родовое селение тайпа Билтой.
Во второй половине XVIII века (1770-е гг.) немецкий исследователь И. А. Гюльденштедт указал Билта среди общего числа собственно кистинских селений.
В 1944 году после выселения чеченцев, и упразднения Чечено-Ингушской АССР, селение Бильты было переименовано в Ратлуб и заселён выходцами из соседнего Дагестана.
После восстановления Чечено-Ингушетии выходцы из Дагестана переселены обратно. В 1958 году селу было возвращено его прежнее название.

## Население
| 1990 | 2002 | 2010 |
| ---- | ---- | ---- |
| 454  | ↘218 | ↗305 |

## Образование
- МКОУ СОШ села Бильты[11][12].